# آیاکو کوبایاشی
آیاکو کوبایاشی (小林綾子؛ زادهٔ ۱۱ اوت ۱۹۷۲) بازیگر ژاپنی است. او اهل توکیو است و در حال حاضر با مدیریت توئی همکاری می‌کند. پیش‌تر در مؤسسه آموزش بازیگری کودکان توئی و سپس بخش استعدادهای آکادمی توئی فعالیت داشت. کوبایاشی علاوه بر بازیگری، در برنامه‌های سفر و اطلاعاتی نیز فعالیت دارد.

## زندگی و حرفه
کوبایاشی از ۵ سالگی فعالیت خود را به عنوان یک استعداد در سریال‌های تلویزیونی و تبلیغات آغاز کرد. اولین کار تلویزیونی او نقش دختری بود که در سریال علمی-تخیلی کمن‌رایدر (اسکای‌رایدر) توسط گروه نئوشوکر ربوده می‌شود.
در سال ۱۹۸۳، از میان حدود ۵۰۰ متقاضی که از طریق گروه تئاتر کودکان ان‌اچ‌کی انتخاب شدند، او برای ایفای نقش دوران کودکی بازیگر اصلی مجموعهٔ اوشین برگزیده شد و به شهرت رسید. این سریال بعدها در بیش از ۸۰ کشور جهان پخش شد. او همچنین به‌طور مداوم در آثاری مرتبط با نویسندگان و تهیه‌کنندگان برجسته‌ای مانند شوگاکو هاشیدا و فوکوزو ایشی ظاهر شده است.
او از دبیرستان اویزومی توکیو و سپس از دانشکدهٔ ادبیات انگلیسی-آمریکایی دانشگاه ریتسومِیکَن فارغ‌التحصیل شد. در دوران دانشگاه، در برنامهٔ آموزش زبان در دانشگاه اکلاهما شرکت کرد.

### کودکی
در کودکی، شیفتهٔ شخصیت روبین در سریال کودکانهٔ گامباره!! روبوکون شد که با لباس توتو می‌رقصید. به همین دلیل از ۳ سالگی به کلاس باله مدرن در نزدیکی خانه‌اش رفت، اما وقتی متوجه شد برای پوشیدن کفش‌های باله پوینت باید باله کلاسیک بخواند، به دنبال آموزشگاه دیگری رفت.
مادرش مؤسسه آموزش تئاتر کودکان توئی را پیدا کرد و به او پیشنهاد داد که در آنجا می‌تواند علاوه بر باله، آواز و بازیگری نیز یاد بگیرد. او وارد این مؤسسه شد و تنها سه ماه بعد، اولین کار پوستری خود را دریافت کرد و به زودی در سریال‌هایی مانند کمن‌رایدر ظاهر شد. او همچنین به عنوان بازیگر کودک در سریال‌هایی مثل جی‌من '۷۵ و خط مقدم تحقیقات ویژه بازی کرد. با این حال، پس از حدود یک سال، در بسیاری از آزمون‌های بازیگری رد شد.

### شهرت با اوشین
او با این ذهنیت که «این بار هم احتمالاً قبول نمی‌شوم» در آزمون سریال صبحگاهی اوشین شرکت کرد، اما برای ایفای نقش دوران کودکی قهرمان داستان انتخاب شد. مدت حضورش در سریال ۶ هفته بود، اما باید ۶ جلد فیلمنامه ضخیم و نوارهای لهجه منطقه یاماگاتا را یادمی‌گرفت. او و مادرش یک ماه تمام برای حفظ دیالوگ‌ها تلاش کردند.
با پخش سریال و به راه افتادن «تب اوشین»، شهرت کوبایاشی نیز به شدت افزایش یافت. او تعریف می‌کند که وقتی در خیابان راه می‌رفت، مردم با فریاد «اوشین!» دورش جمع می‌شدند و حتی سوار شدن به قطار برایش دشوار بود. با این حال، در محلهٔ خود با برخورد عادی اطرافیان روبه‌رو بود و توانست زندگی عادی داشته باشد، به مدرسه برود و در فعالیت‌های باشگاهی و کلاس‌های تقویتی شرکت کند. او می‌گوید در آن زمان فشار زیادی احساس نمی‌کرد. با پخش جهانی اوشین، کوبایاشی به حدود ۱۰ کشور برای رویدادهای مختلف دعوت شد و مورد استقبال گرم قرار گرفت.
در طول پخش اوشین، پیشنهادهایی برای حضور در تبلیغات دریافت کرد و در تبلیغ چیپس میگوی کالبی با نام «برنج تربچه آیاکو» ظاهر شد که دیالوگی از سریال را بازآفرینی می‌کرد: «وقتی گرسنه بودم، حتی برنج تربچه هم خوشمزه بود».
در دوران راهنمایی و دبیرستان، کوبایاشی با اولویت دادن به تحصیل، در تعطیلات آخر هفته و تعطیلات طولانی به بازیگری ادامه داد. با وجود داشتن اقوام معلم، تصمیم گرفت برای معلمی ابتدایی به دانشگاه برود. در ۱۲ سالگی، در برنامه تبادل جوانان ژاپن و چین، تحت تأثیر مکالمات انگلیسی بزرگسالان قرار گرفت و تصمیم گرفت در دانشگاه ادبیات انگلیسی بخواند.
در دوران دانشجویی و در زمان جستجوی شغل، با دورهٔ رکود اقتصادی مواجه شد. دوستانش که برای یافتن کار مشکل داشتند، به او گفتند: «تو خوشبختی که کاری (بازیگری) را که دوست داری انجام می‌دهی». این حرف باعث شد او دوباره به عشقش به بازیگری پی ببرد و تصمیم گرفت پس از فارغ‌التحصیلی نیز به این حرفه ادامه دهد.
در نوجوانی، او فکر می‌کرد در بازیگری تلویزیونی به سطح خوبی رسیده است. اما در ۲۰ سالگی، در اولین تجربهٔ تئاتر خود، پل روان، با شکست بزرگی مواجه شد، زیرا مهارت‌های تلویزیونی‌اش در صحنهٔ تئاتر کارساز نبود. هینو یامائوکا، بازیگر نقش مادرخوانده در این نمایش، او را راهنمایی کرد و اصول بازیگری تئاتر را به او آموخت. با استفاده از تکنیک‌های یامائوکا، کوبایاشی توانست در صحنه‌ای که قبلاً موفق نبود، واکنش مثبت تماشاگران را جلب کند. پس از آن اجرا، یامائوکا او را در آغوش گرفت و گفت: «بالاخره موفق شدی!!»
در سال ۱۹۹۹ با یک طراح معماری که ۴ سال از او بزرگ‌تر بود و در یک شرکت بزرگ ساخت‌وساز کار می‌کرد ازدواج کرد، اما در سال ۲۰۱۰ از او جدا شد. آنها فرزندی نداشتند.
او در ۱ خرداد ۱۴۰۴ به همراه مریم شیرزاد (دوبلور فارسی دوران کودکی و جوانیِ اوشین) در برنامهٔ تلویزیونی ۱۰۰۱ در شبکهٔ نسیم صدا و سیمای ایران حضور پیدا کرد.